# Vincent Paes
Vincent Henricus Theodorus Lucien Paes (Oosterbeek, 11 februari 1961) is een Nederlands ondernemer en sportbestuurder. Hij was van 1 juli 2006 tot 1 januari 2008 voorzitter van N.E.C.. 
Paes studeerde Economie in Tilburg, waarna hij werkzaam was in zijn vaders familiebedrijf, een grind- en zandbaggerbedrijf. Nadat korte tijd later zijn vader overleed, namen Paes en zijn neef het roer over. In 1986 nam hij plaats in de directie van Paes Groep. Nadat hij de aandelen van de overige familieleden had overgenomen, breidde hij samen met zijn neef het bedrijf uit. In verschillende Europese landen kreeg het bedrijf winningsmogelijkheden, waarna het bedrijf overging tot aankoop van verschillende andere bedrijven in onder andere beton en asfalt. In de jaren negentig was Paes en zijn bedrijf een van de eerste die gebruik begon te maken van biomassa voor het opwekken van energie. Door deze vroege overstap heeft Paes' bedrijf een grote expertise op dit gebied opgebouwd. Kort na de millenniumwisseling verkocht Paes de oorspronkelijke divisie van het bedrijf om zich volledig te richten op energieprojecten.
Paes is commissaris bij diverse bedrijven. Daarnaast was hij tot zijn aantreden bij N.E.C. voorzitter van de plaatselijke amateurclub VV Union en tevens bij het Nijmeegs Offensief tegen Kanker. Via dit Offensief kende hij zijn voorganger Hans van Delft die hem enthousiasmeerde voor het voorzitterschap. Paes was van 1 juli 2006 tot 1 januari 2008 onbetaald voorzitter van N.E.C.. Op 30 december 2007 kondigde hij zijn vertrek aan omdat hij zich niet gesteund voelde door de raad van commissarissen. Paes was tot 2016 voorzitter van de raad van toezicht van de Sint Maartenskliniek.
Paes is vader van vier kinderen waaronder doelman Maarten Paes.